# Irina Gajdamatsjoek
Irina Viktorovna Gajdamatsjoek (Russisch: Ирина Викторовна Гайдамачук) (Njagan, 1972) is een veroordeeld Russisch seriemoordenares.

## Biografie
Gajdamatsjoek werd geboren in het dorpje Njagan waar ze op jonge leeftijd al verslaafd raakte aan alcohol. Hierdoor werden haar ouders uit het ouderlijk gezag ontzet. Rond 1990 vertrok ze naar Krasno-oefimsk waar ze een man ontmoette waarmee ze twee kinderen kreeg. Volgens eigen zeggen kreeg ze nooit geld van haar man Joeri, uit angst dat ze al het geld zou besteden aan alcohol.

### Moorden
Het merendeel van de misdaden werden begaan in Krasno-oefimsk, waar ze samen met haar kinderen woonde. Ze vermoordde echter ook slachtoffers in Jekaterinenburg, Serove, Atsjite en Droezjinin. Voor enkele moorden zat eerder een andere vrouw, Marina Valejeva, vast. Valejeva had enkele moorden bekend, echter bleek al snel na de arrestatie van Gajdamatsjoek dat Valeyeva schuld bekend had omdat ze zwaar onder druk gezet werd tijdens verhoren.

#### Modus operandi
De slachtoffers waren voornamelijk gepensioneerden. Gajdamatsjoek deed zich voor als sociaal werkster om bij haar slachtoffers binnen te komen en eenmaal binnen sloeg ze op de slachtoffers in met een hamer of hakbijl, totdat ze dood waren. Alleen bij haar laatste slachtoffer, Alexandra Povaritsyna (81), deed ze zich niet voor als een sociaal werkster maar als barmhartige Samaritaan die haar flat opnieuw zou decoreren.

#### Arrestatie
Na de laatste moord gaven buren een beschrijving van een verdachte schilder, en vrij snel kon Gajdamatsjoek aangehouden worden. Bij het eerste verhoor bekende ze vrijwel direct alle moorden. Gajdamatsjoek bekende dat ze de moorden gepleegd had om geld te stelen zodat ze alcohol kon kopen. Onderzoek wees uit dat ze in totaal maar ongeveer 1000 euro gestolen had. Sommige moorden waren gepleegd voor nog geen 20 euro.

### Veroordeling
Gajdamatsjoek werd belast met 17 moorden en 18 overvallen (een van de slachtoffers overleefde de aanval van Gajdamatsjoek). Na forensisch psychiatrisch onderzoek bleek dat Gajdamatsjoek vermoedelijk lijdt aan een persoonlijkheidsstoornis, echter was ze ten tijde van de moorden bij het volle verstand. In februari 2012 begon de rechtszaak tegen Gajdamatsjoek. Tijdens de rechtszaak toonde ze geen enkel spoor van berouw. Op 4 juni 2012 werd Gajdamatsjoek veroordeeld tot 20 jaar celstraf.